# گورستان حکوان
قبرستان حکوان مربوط به دوره قاجار است و در شهرستان شیراز، بخش کوار، دهستان فرمشکان، جاده شیراز بطرف جهرم، ابتدای روستای حکوان واقع شده و این اثر در تاریخ ۳۰ بهمن ۱۳۸۶ با شمارهٔ ثبت ۲۰۷۴۹ به‌عنوان یکی از آثار ملی ایران به ثبت رسیده است.